# Lill-Nartok
Lill-Nartok är en sjö i Arjeplogs kommun i Lappland och ingår i Umeälvens huvudavrinningsområde. Sjön har en area på 0,438 kvadratkilometer och ligger 415 meter över havet. Sjön avvattnas av vattendraget Nartokbäcken.

## Delavrinningsområde
Lill-Nartok ingår i det delavrinningsområde (728357-160140) som SMHI kallar för Ovan 727829-160438. Medelhöjden är 454 meter över havet och ytan är 31,86 kvadratkilometer. Det finns inga avrinningsområden uppströms utan avrinningsområdet är högsta punkten. Nartokbäcken som avvattnar avrinningsområdet har biflödesordning 4, vilket innebär att vattnet flödar genom totalt 4 vattendrag innan det når havet efter 329 kilometer. Avrinningsområdet består mestadels av skog (48 procent) och sankmarker (50 procent). Avrinningsområdet har 0,44 kvadratkilometer vattenytor vilket ger det en sjöprocent på 1,4 procent.